# Peter W. Jones

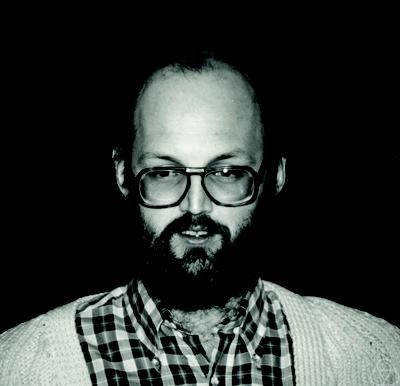
Peter W. Jones

Peter Wilcox Jones, född 1952, är en amerikansk matematiker.
Peter Jones är professor vid Yale University och känd för sin forskning i komplex analys, harmonisk analys, interpolation och fraktal geometri. Han disputerade vid University of California i Los Angeles 1978, under ledning av John B. Garnett. Han tilldelades Salem Prize 1981.
Peter W. Jones invaldes 2007 som utländsk ledamot av svenska Vetenskapsakademien.